# Manuel Márquez Sterling

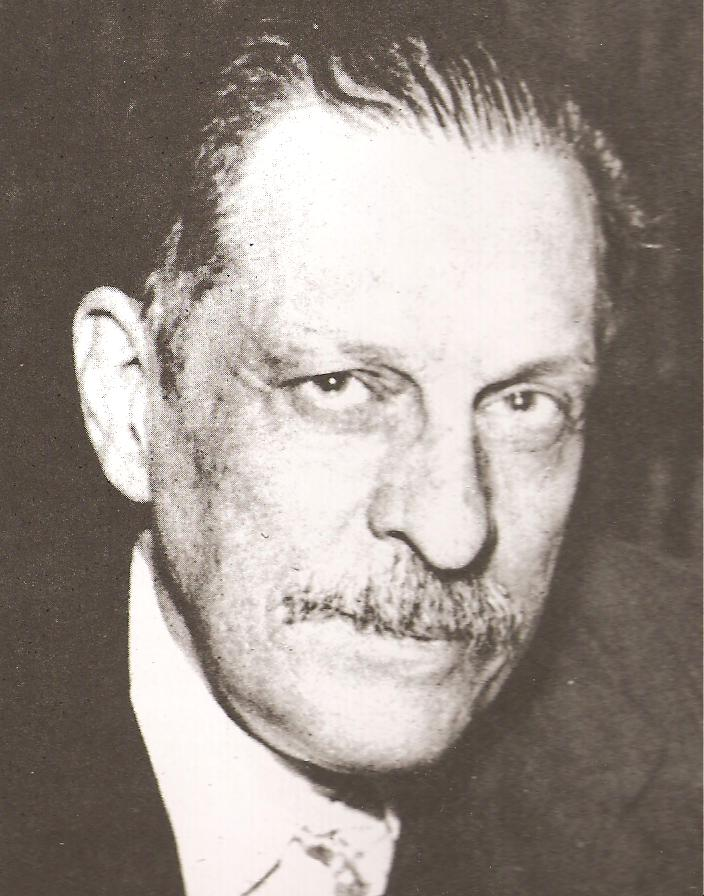
Manuel Márquez Sterling

Manuel Márquez Sterling (* 28. August 1872 in Lima, Peru; † 9. Dezember 1934 in Washington, D.C.) war ein kubanischer Journalist, Schriftsteller, Diplomat und Politiker. Er war am 18. Januar 1934 von 6:10 Uhr bis 12:00 Uhr Präsident der Republik Kuba.
Die weniger als sechsstündige Präsidentschaft von Manuel Márquez Sterling gehört zu den Kuriositäten der kubanischen Geschichte, spiegelt aber auch die turbulenten Verhältnisse einer Epoche wider, in der nach dem Sturz des Diktators Gerardo Machado der neue Armeechef Fulgencio Batista die eigentliche politische Macht besaß, während er in der Auseinandersetzung mit den am Sturz von Machado beteiligten Parteien und Organisationen und dem US-amerikanischen Botschafter Jefferson Caffery darum bemüht war, ihm genehme Präsidenten gegenüber dem Parlament und der kubanischen Bevölkerung durchzusetzen.
Manuel Márquez Sterling wurde in Lima in Peru geboren. Sein Vater war Beauftragter der kubanischen Unabhängigkeitsbewegung in Peru. Mit 16 Jahren schrieb er bereits Artikel für verschiedene kubanische Zeitungen unter dem Namen Manuel Márquez Mola (seine Mutter hieß Belén Loret de Mola). Er machte die Bekanntschaft von José Martí, dem kubanischen Dichter und Freiheitskämpfer. 1895, zu Beginn des Unabhängigkeitskrieges Kubas gegen Spanien, befürwortete er bei einer Reise nach Spanien dort öffentlich den Unabhängigkeitskampf. Nach seiner Rückkehr nach Havanna wurde er wegen seiner separatistischen Haltung verhaftet. Er verließ Kuba und ging erst nach Mexiko, dann in die USA, wo er als Sekretär für den Beauftragten der kubanischen Unabhängigkeitsbewegung Gonzalo de Quesada in Washington tätig war.
Er schloss sich dem Widerstand gegen die Diktatur Machados an und wurde unter dem Präsidenten Carlos Hevia parlamentarischer Staatssekretär. Als Hevia auf Druck Batistas nach nur zwei Tagen seine Präsidentschaft aufgab, erklärte sich Manuel Márquez Sterling bereit, bis zum Amtsantritt von Carlos Mendieta y Montefur wie in der Verfassung vorgesehen, das Präsidentenamt zu übernehmen.
Manuel Márquez Sterling schrieb 15 Bücher über unterschiedlichste Themen wie Literatur, Schach und Geschichte.
Als kubanischer Botschafter unterschrieb Márquez Sterling in Washington, D.C. am 29. Mai 1934 das Abkommen, mit dem das Platt Amendment, durch welches die USA sich ein militärisches Interventionsrecht auf Kuba gesichert hatten, seine Gültigkeit verlor und aus der kubanischen Verfassung entfernt werden konnte.

## Werke
- Los últimos días del Presidente Madero, Instituto Nacional de Estudios Históricos de la Revolución Mexicana, 1985
- La muerte de Madero y Pino Suárez: Gestión diplomática del Señor Ministro de Cuba en México (mit Modesto Barrios), Tip. El Norte, 1923